# Alexandre Alov
Alexandre Alexandrovitch Alov (en russe : Алекса́ндр Алекса́ндрович А́лов) de son vrai nom Aleksandre Alexandrovitch Lapsker (Алекса́ндр Алекса́ндрович Ла́пскер), est un réalisateur et scénariste soviétique, né le 26 septembre 1923 à Kharkov et mort le 12 juin 1983 à Riga. Artiste du peuple de l'URSS en 1983.
Il a notamment travaillé en tandem avec Vladimir Naoumov. Leur film commun, Trevojnaïa molodost / Jeunesse inquiète (1954) est considéré par certains historiens du cinéma comme constitutif du cinéma ukrainien.

## Biographie
Vétéran de la Seconde guerre mondiale, Alov fut décoré de la médaille "du mérite militaire" et la médaille pour la Défense de Stalingrad en 1944 et de l'ordre de l'Étoile rouge en 1945. De retour à la vie civile, il a fait ses études à l'Institut national de la cinématographie sous la direction d'Igor Savtchenko. Il est diplômé en 1951 et  devient réalisateur du Studio Dovjenko. En 1957, il est engagé  par Mosfilm. Il a également travaillé comme metteur en scène au théâtre Sovremennik où il a adapté La Famille Tót d'István Örkény en 1971.
À partir de 1980, avec Vladimir Naoumov, il dirige une classe de maître à l'Institut national de la cinématographie.
À l'été 1983, Alov et Naoumov se trouvent à Kuldīga en Lettonie pour le tournage du film Bereg. Le 12 juin, lors du tournage des dernières séquences, Alov est victime d'une crise cardiaque et meurt à l'hôpital de Riga quelques heures plus tard,. Son corps fut rapatrié à Moscou pour être inhumé au cimetière Vagankovo. En 1985, son collègue et ami Vladimir Naoumov lui a consacré le film documentaire intitulé Alov. La même année, on lui attribue à titre posthume le prix d’État de l'URSS pour le film Bereg (1983).

## Filmographie

### comme réalisateur
- 1951 : Tarass Chevtchenko
- 1954 : Jeunesse inquiète (ru) (Тревожная молодость)
- 1957 : Pavel Kortchaguine (Павел Корчагин), avec Vladimir Naoumov
- 1958 : Le Vent (ru) (Ветер), coréalisé avec Vladimir Naoumov
- 1961 : Paix à celui qui vient au monde (Mir vkhodiachtchemou), coréalisé avec Vladimir Naoumov
- 1962 : Monnaie (ru), coréalisé avec Vladimir Naoumov
- 1966 : Une anecdote stupide (Skvernyy anekdot), coréalisé avec Vladimir Naoumov
- 1970 : La Fuite (Beg), coréalisé avec Vladimir Naoumov
- 1976 : La Légende de Till l'Espiègle, coréalisé avec Vladimir Naoumov
- 1981 : Téhéran 43 (Tegeran-43), coréalisé avec Vladimir Naoumov
- 1984 : Le Rivage (ru) (Берег)

### comme scénariste
- 1958 : Le Vent  (Veter)
- 1961 : Paix à celui qui entre (Mir vkhodiachtchemou)
- 1966 : Une anecdote stupide (Skvernyi anekdot)
- 1970 : La Fuite (Beg)
- 1976 : Legenda o Tile
- 1981 : Téhéran 43 (Tegeran-43)
- 1982 : Pokhojdenia grafa Nevzorova
- 1984 : Bereg
- 1989 : La Loi (Zakon)